# Michajlovskij (Oblast' di Saratov)
Michajlovskij (in russo Михайловский?) è un villaggio dell'oblast' di Saratov, in Russia. Dal 1º gennaio 2022, insieme al villaggio di Novooktjabr'skij, gli è stato conferito lo status di circondario amministrativo (административно округ). Era precedentemente (dal 2003 al 2018) un'entità amministrativo-territoriale chiusa (ZATO).
Si trova vicino al villaggio operaio di Gornyj, il centro del distretto Krasnopartizanskij, dal cui territorio è circondato su tutti i lati. Michajlovskij e Novooktjabr'skij si trovano a 15 chilometri l'uno dall'altro.